# Étalante
 Étalante  là một xã ở tỉnh Côte-d’Or trong vùng Bourgogne, phía đông nước Pháp. Xã Étalante nằm ở khu vực có độ cao trung bình 442 mét trên mực nước biển.